# Жигмонд Кунфі
Жигмонд Кунфі (угор. Kunfi Zsigmond), уроджений Жигмонд Кон (нім. Zsigmond Kohn; 28 квітня 1879, Надьканіжа — 18 листопада 1929, Відень) — угорський політик; в Австро-Угорщині — міністр у справах Хорватії, незалежної Угорщини — міністр праці та соціальної політики, а також міністр освіти.

## Життєпис
Жигмонд Кунфі народився у родині Бенедека Кунштеттера, шкільного вчителя, та Янкі Кін. Закінчив середню школу, в 1903 році закінчив Клужське педагогічне училище за спеціальністю «вчитель німецької мови». Викладав у реальному училищі Темешвара (Тімішоара). Цікавився ідеологічними поглядами Карла Каутського. Вступив до Угорської соціал-демократичної партії, за що був звільнений з роботи.
В Тімішоарі приєднався до місцевої масонської ложі, після чого переїхав до Будапешта і з 1907 року став редактором газети «Népszava» (угор. Народний голос). У Будапешті одним із соратників Кунфі став Оскар Ясі, що також входив до тієї радикальної політично масонської ложі. З 1908 по 1914 роки Жигмонд Кунфі був редактором журналу «Szocializmus». Перебував у дружніх стосунках з поетом Ендре Аді, підтримуючи його революційні настрої і організацію «Двадцяте століття». Вірші Аді публікувалися в багатьох журналах завдяки старанням Кунфі.
У 1918 році після початку революційних рухів в Австро-Угорщині Жигмонд Кунфі був обраний до Національної ради Угорщини. В уряді Міхая Карої він був міністром праці і соціального забезпечення (без портфеля), а також міністром у справах Хорватії, Славонії та Далмації. В уряді Денеша Берінкеї він обіймав посаду міністра освіти. Під час існування Угорської Радянської Республіки в 1919 році був наркомом освіти. У червні 1919 року Кунфі пішов у відставку, виступивши проти диктатури в Республіці, а після падіння УРР втік від білого терору до Австрії, де став редактором австрійської газети «Arbeiter Zeitung» і угорськомовної газети «Világosság».
У 1929 році Жигмонд Кунфі покінчив з собою, отруївшись вероналом.
Його першою дружиною була Мелані Вамбері, дочка Шандора Вамбергера і Фані Штайнхаус, шлюб укладено 14 серпня 1904 року. У шлюбі народилася дочка Нора, незабаром Мелані і Жигмонд розлучилися.
29 січня 1914 року вступив вдруге в шлюб, дружиною стала Ержебет Ронаї, сестра Золтана Ронаї і дочка Берната Ронаї та Ілони Кишфалві. Свідками на весіллі були Пал Сенде і Бела Райніц.